# Горбачук Мирослав Львович
Горбачук Мирослав Львович (8 березня 1938 — 8 січня 2017) — український математик, президент Українського математичного товариства (2005—2012 рр.), член-кореспондент НАН України, доктор фізико-математичних наук, професор.

## Біографія
Народився Мирослав Львович у багатодітній (семеро дітей) селянській родині на Лемківщині, в селі Риботичі Перемишльського повіту (нині Польща). У 1945 р., під час операції «Вісла», разом з батьками змушений був покинути рідну домівку і переселитися в с. П'яновичі Самбірського району Львівської області. Притулок у своїй хаті надав місцевий священик.
Хлопчик зростав у музикальному середовищі: батько самотужки оволодів мистецтвом гри на скрипці і разом з іншими музикантами грав на сільських святах, мати мала високе сопрано, та й сам Мирослав добре співав. У домі часто звучали старовинні й сучасні українські пісні, народні танці, колядки, щедрівки. Після закінчення П'яновицької семирічки під впливом батька він спробував вступити до Дрогобицького музичного училища, але «провалився» на диктанті з російської мови. Довелося продовжити навчання у середній школі сусіднього з П'яновичами села Бісковичі. До школи ходив пішки, долаючи щодня 15-кілометрову відстань.
Поступово математика почала відтісняти музику на задній план і, закінчивши з медаллю школу в 1956 році, він того ж самого року вступив до Львівського університету ім. І. Франка на механіко-математичний факультет.
Рівень викладання математики в університеті в той час був дуже високий. Особливе враження на юнака справили лекції І. Г. Соколова і Я. Б. Лопатинського, які залишили незгладимий слід у всьому подальшому його житті. Курсові і дипломну роботи виконував під керівництвом Владислава Лянце, прекрасного математика і високо інтелігентної Людини. За його рекомендацією, у 1961 р. М. Л. Горбачук став аспірантом відділу математичного аналізу Інституту математики АН УРСР. Керівником був Ю. М. Березанський. Саме під його впливом сформувались і перші, і наступні наукові інтереси Мирослава Львовича. Велику роль відіграли також праці М. Г. Крейна, з якими він познайомився ще в студентські роки. Особисте знайомство з М. Г. Крейном відбулося під час навчання в аспірантурі, коли трапилася нагода зробити декілька доповідей на Одеському міському семінарі, незмінним керівником якого був Марко Григорович.
Від 1961 р. і до самої смерті наукова діяльність М. Л. Горбачука пов'язана з Інститутом математики. Тут він захистив обидві дисертації — кандидатську «Додатно визначені оператор-функції» 1965 р. і докторську «Деякі питання спектральної теорії диференціальних рівнянь у просторах вектор-функцій» 1973 р. Тут обіймав посади старшого інженера, молодшого і старшого наукового співробітника у відділі математичного аналізу, завідував лабораторією диференціальних рівнянь із частинними похідними при цьому відділі, а з 1986 р. сам очолює відділ диференціальних рівнянь із частинними похідними. Тут був обраний членом-кореспондентом НАН України 2000 р.
Математична творчість М. Л. Горбачука вирізняється широтою тематики і глибиною розв'язуваних в ній проблем, намаганням якомога далі проникнути в історичні аспекти розвитку кожного питання і відшукати щось спільне у зовсім різних, на перший погляд, задачах, знайти загальний підхід, котрий давав би змогу не тільки розглянути їх з єдиної точки зору, але й значно розширити коло задач, до яких можна його застосувати, а часто-густо й істотно уточнити та удосконалити вже відомі результати. І тут взірцем для нього завжди був і залишається М. Г. Крейн, котрий вважав, що «за лаштунками майже кожної задачі прихована вражаюча фігура — деякий самоспряжений необмежений оператор».
Основні наукові інтереси вченого групуються у таких напрямах: спектральна теорія операторів, диференціальні рівняння у банаховому просторі, початково-граничні задачі для операторно-диференціальних рівнянь, несамоспряжені оператори, узагальнені функції та їх застосування, теорія наближень, додатно визначені функції.
У спектральній теорії операторів йому вдалося мовою граничних значень описати всі максимальні дисипативні, зокрема, самоспряжені розширення мінімального оператора, породженого диференціально-операторним виразом у гільбертовому просторі, і дослідити структуру їх спектра. Тим самим було розв'язано проблему про загальний вигляд самоспряжених граничних задач для таких рівнянь, яка довго очікувала на своє розв'язання. Для рівнянь гіперболічного типу було побудовано теорію розкладів за власними функціями.
В теорії граничних значень розв'язків диференціальних рівнянь М. Л. Горбачук розробив операторний підхід, який не тільки охоплює теорію граничних значень гармонічних (аналітичних) функцій, а й значно підсилює ряд класичних результатів у цій області.
В теорії диференціальних рівнянь у банаховому просторі він знайшов вигляд загального розв'язку такого рівняння, встановив критерії розв'язності задачі Коші в різноманітних класах аналітичних вектор-функцій та ознаки стійкості і стабілізації розв'язків на нескінченності.
В галузі узагальнених функцій М. Л. Горбачуком була розвинута теорія, в основу якої замість оператора диференціювання покладено довільний замкнений оператор у банаховому просторі. Ця теорія відіграла суттєву роль при вивченні диференціальних операторів Користуючись нововведеними узагальненими векторами, вдалося побудувати відповідну теорію тригонометричних рядів, що дало змогу обґрунтувати низку тверджень математичної фізики.
Завдяки глибокому проникненню в класичну теорію апроксимації і вивченню різних конкретних випадків, кожен з яких розв'язувався своїм власним, часом дуже складним методом, йому пощастило знайти загальний операторний підхід до отримання прямих і обернених теорем теорії наближення функцій, за допомогою якого вдалося не тільки одержати цілу низку відомих результатів, а й відчутно розширити їх коло, дати точні апріорні оцінки похибки наближення розв'язків операторних рівнянь варіаційними методами, методом найменших квадратів тощо.
Мирославу Львовичу належить також ряд інших результатів в області функціонального та гармонічного аналізу, теорії операторів та теорії функцій, гідромеханіки. Вони торкаються, головним чином, питань повноти множини кореневих векторів певних класів несамоспряжених операторів, дослідження структури спектра несамоспряжених граничних задач для диференціальних рівнянь у гільбертовому просторі, інтегральних зображень додатно визначених функцій і ядер, динаміки стратифікованих рідин і руху підвішеного на струні твердого тіла з порожниною, наповненою рідиною. Є також роботи з історії як вітчизняної, так і світової математики.
Мирослав Львович брав активну участь у науково-громадській роботі. Він був президентом Київського математичного товариства (1993–2006 рр.) та Українського математичного товариства (2005–2012 рр.), членом редколегій «Українського математичного журналу», «Українського математичного вісника», «Сучасної української енциклопедії», журналів «Methods of Functional Analysis and Topology» та «У світі математики», учасником декількох Міжнародних конгресів математиків та багатьох міжнародних конференцій і одним із організаторів деяких з них. Разом з Ю. М. Березанським і Ю. С. Самойленком керував Київським міським семінаром із функціонального аналізу, котрий займає визначне місце в математичному житті не лише Києва. Вихідці з наукової школи, що утворилася навколо цього семінару, працюють у різних містах України та за її межами.
М. Л. Горбачук ніколи не був байдужий до долі України, завжди вболівав за її державність, мову, культуру. Навіть у часи найвищого рівня русифікації в навчальних закладах України, коли більшість викладачів перейшли на російську, продовжував читати лекції виключно українською. Був активним членом РУХу і Товариства української мови імені Тараса Шевченка, робив усе можливе й неможливе для здобуття незалежності своєї країни і перемоги Помаранчевої революції, підняття авторитету української науки. Йому завжди хотілось переконливо сказати кожному, що є на світі країна Україна, гідна поваги і належного ставлення до себе. Він захищав її наукові і культурні цінності і «воював» з тими, хто їх паплюжить, постійно закликав своїх учнів і взагалі найкращих її синів і дочок, незважаючи на тимчасові труднощі, не бігти геть від неї.
Помер М. Л. Горбачук 8 січня 2017 р. після тривалої хвороби. Похований на Лісовому кладовищі міста Києва.

## Наукова діяльність
Математичний доробок М. Л. Горбачука складається з трьох монографій (дві з них англійською мовою) та близько 180 статей, які стимулювали розвиток нових аспектів теорії симетричних операторів, теорії граничних задач для диференціальних рівнянь із частинними похідними і рівнянь із необмеженими операторними коефіцієнтами, теорії узагальнених функцій і визнані широким математичним загалом. Серію його робіт «Простори основних і узагальнених векторів замкненого оператора та їх застосування до дослідження розв'язків операторно-диференціальних рівнянь» відзначено премією ім. М. М. Крилова, його монографії увійшли до циклу робіт «Нові методи в теорії узагальнених функцій та їх застосування до математичної фізики», удостоєного Державної премії України в галузі науки і техніки 1998 р., а серію праць «Проблеми спектральної теорії операторів та їх застосувань», частину якої також складають роботи М. Л. Горбачука, вшановано премією Президії НАН України ім. М. Г. Крейна 2008 р.

## Публикації
- Об аппроксимации решений операторных уравнений методом наименьших квадратов. М. Л. Горбачук [Архівовано 11 березня 2016 у Wayback Machine.]
- О задаче Коши для дифференциальных уравнений в банаховом пространстве над полем p-адических чисел. М. Л. Горбачук, В. И. Горбачук
- О порядке роста операторной экспоненты на целых векторах М. Л. Горбачук [Архівовано 3 червня 2018 у Wayback Machine.]
- О плотности подпространств аналитических векторов замкнутого оператора в банаховом пространстве М. Л. Горбачук, Ю. Г. Мокроусов [Архівовано 3 червня 2018 у Wayback Machine.]
- О гладкости слабых решений дифференциально-операторных уравнений М. Л. Горбачук, А. Я. Шкляр [Архівовано 10 березня 2016 у Wayback Machine.]
- Операторный подход к задачам аппроксимации В. И. Горбачук, М. Л. Горбачук [Архівовано 11 березня 2016 у Wayback Machine.]
- О резольвентной сравнимости некоторых граничных задач М. Л. Горбачук, В. А. Кутовой
- О резольвентной сравнимости граничных задач для операторного уравнения Штурма-Лиувилля М. Л. Горбачук, В. А. Кутовой
- О задаче Дирихле для операторного уравнения Штурма-Лиувилля В. И. Горбачук, М. Л. Горбачук
- Граничные значения решений некоторых классов дифференциальных уравнений В. И. Горбачук, М. Л. Горбачук [Архівовано 10 березня 2016 у Wayback Machine.]
- О полноте системы собственных и присоединенных функций несамосопряженной граничной задачи для дифференциально-операторного уравнения второго порядка М. Л. Горбачук
- О самосопряженных граничных задачах с дискретным спектром для уравнения Штурма-Лиувилля с неограниченным операторным коэффициентом В. И. Горбачук, М. Л. Горбачук
- Самосопряженные граничные задачи для дифференциального уравнения второго порядка с неограниченным операторным коэффициентом М. Л. Горбачук [Архівовано 18 червня 2021 у Wayback Machine.]
- Марк Григорьевич Крейн (к восьмидесятилетию со дня рождения) Д. З. Аров, Ю. М. Березанский, Н. Н. Боголюбов, В. И. Горбачук, М. Л. Горбачук, Ю. А. Митропольский, Л. Д. Фаддеев [Архівовано 13 червня 2013 у Wayback Machine.]
- Юрий Макарович Березанский (к шестидесятилетию со дня рождения) М. Л. Горбачук, А. Ю. Ишлинский, В. А. Марченко, Ю. А. Митропольский, Л. П. Нижник, С. Л. Соболев [Архівовано 17 червня 2013 у Wayback Machine.]

## Нагороди
- Премія ім. М. М. Крилова;
- Державна премія України в галузі науки і техніки 1998 р.
- Премія Президії НАН України ім. М. Г. Крейна 2008 р.